# Francis Marion
Pour les articles homonymes, voir Marion.
Francis Marion (né le 26 février 1732 dans la Province de Caroline du Sud, mort le 27 février 1795) est un héros américain de la guerre d'indépendance des États-Unis. 

## Biographie
Son père Gabriel Marion est un Huguenot de France.
Il a été lieutenant-colonel dans l'Armée continentale puis général de brigade dans la milice de Caroline du Sud. L'emplacement de son quartier général, lui valut son surnom de Swamp Fox (« Le Renard du marais »). Il est connu pour son usage de leurres et d'embuscades, la perturbation des communications ennemies, la capture de leurs approvisionnements, et la libération de prisonniers. Marion est considéré comme l'un des premiers adeptes des techniques de guérilla.
Marion était issu d'une famille d'origine huguenote.
Durant le Siège de Savannah, il est capitaine et commande une compagnie dans le 2e régiment de Caroline du Sud, sous les ordres du colonel William Moultrie.

## Filmographie
Le personnage du capitaine Benjamin Martin interprété par Mel Gibson dans le  film The Patriot, le chemin de la liberté (2000), de Roland Emmerich, est en partie inspiré des faits d'armes de Francis Marion.

## Source
- Xavier Eyma, Les trente-quatre étoiles de l'union américaine, Bruxelles, Leipzig [etc.] A. Lacroix, Verboeckhoven et cie. [etc.] 1862. (OCLC 10721227)
- Notices d'autorité :   - VIAF
  - ISNI
  - IdRef
  - LCCN
  - GND
  - Pays-Bas
  - Pologne
  - Israël
  - WorldCat